# Culex alienus
Culex alienus är en tvåvingeart som beskrevs av Donald Henry Colless 1957. Culex alienus ingår i släktet Culex och familjen stickmyggor. Inga underarter finns listade i Catalogue of Life.